# Plateau de Manica
Le plateau de Manica (Manica Plateau, aussi Eastern Highlands) est un relief montagneux situé à la frontière entre le Zimbabwe et le Mozambique. Le plateau s'étend du nord au sud sur environ 300 km à travers la province zimbabwéenne du Manicaland et la province de Manica au Mozambique.

## Géographie

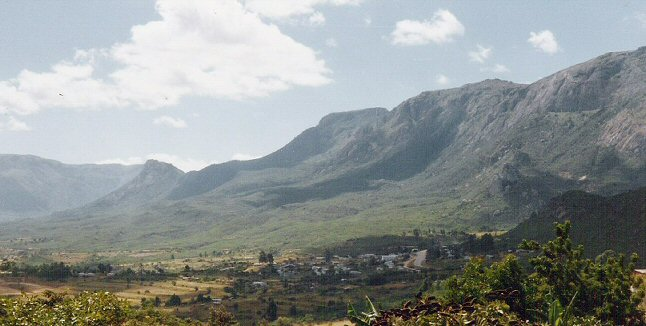
Partie nord du plateau de Manica vue depuis la ville de Nyanga, au Zimbabwe.

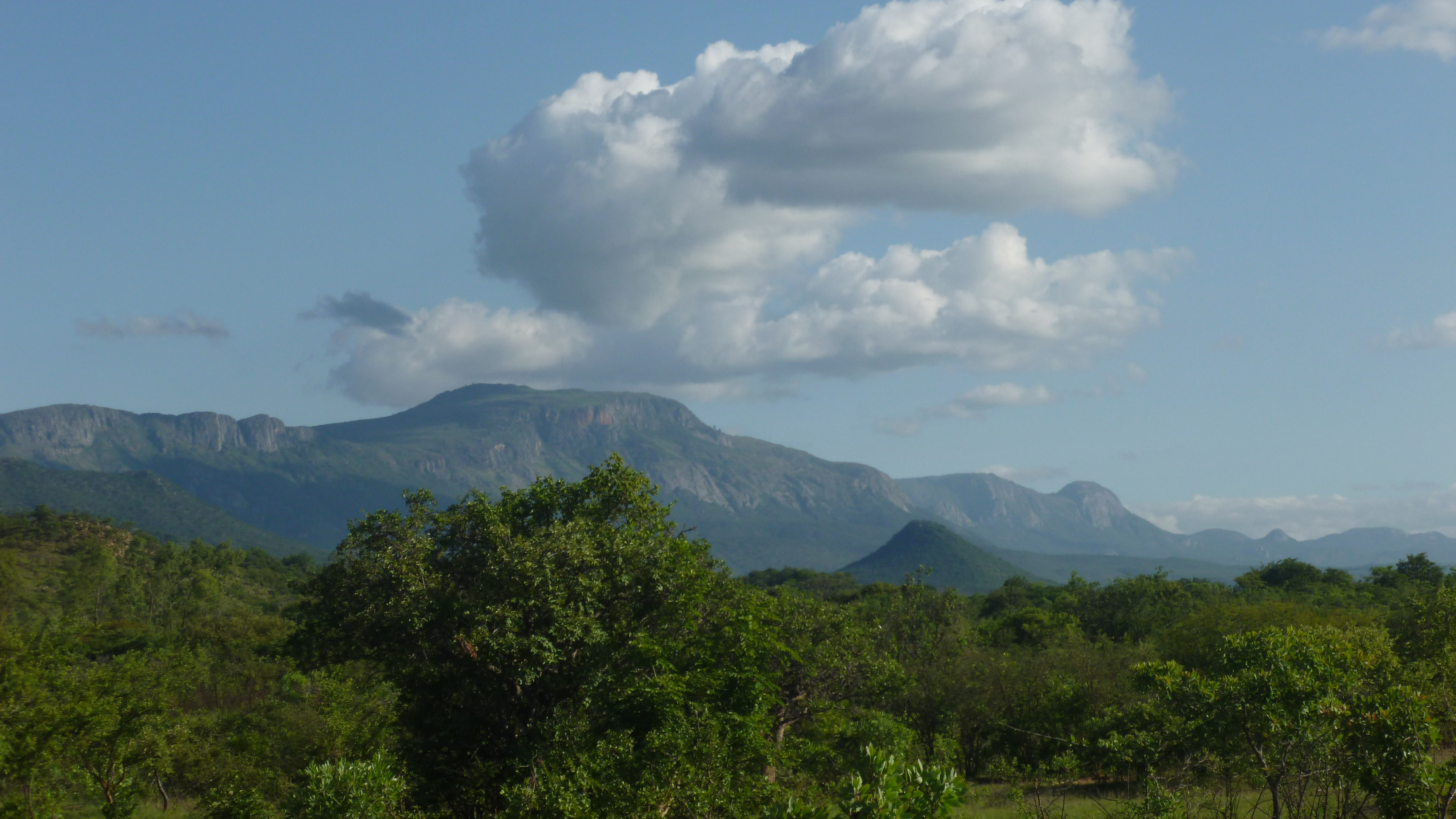
Vue du plateau en direction du sud depuis Nyanga.

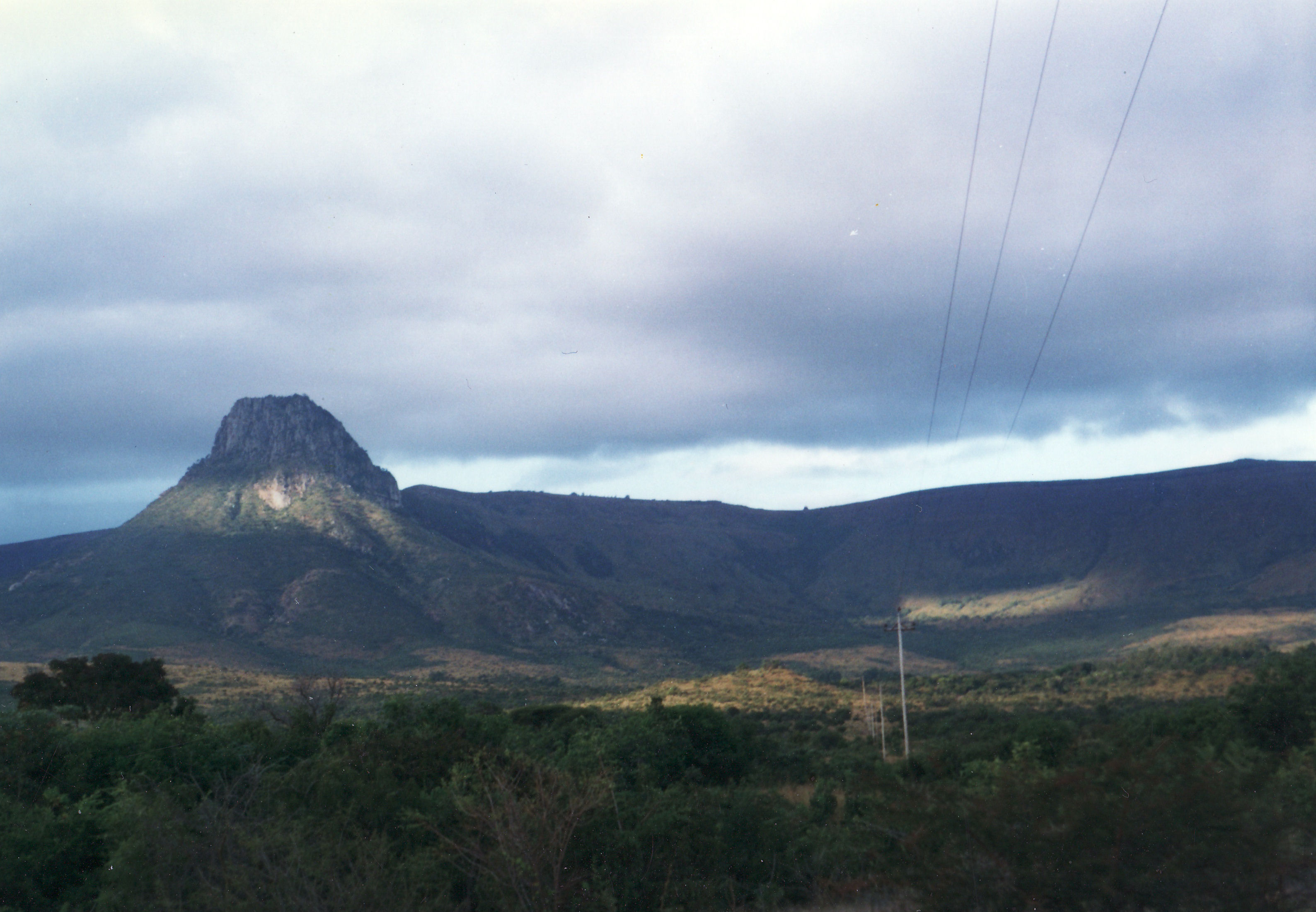
Mont Mozi, à l'extrémité nord de la chaîne.

Le plateau est formé de trois groupes montagneux, les monts Nyanga, Bvumba et Chimanimani ainsi que de plusieurs autres petits reliefs. Il est peuplé de manière dispersée. Il est couvert de prairies, de fruticées, de forêts claires et de forêts.
Le mont Inyangani, 2 592 mètres, au nord, est le point culminant du plateau et du Zimbabwe, et les chutes du Mutarazi sont les deuxièmes d'Afrique par la hauteur. Les monts Choa s'élèvent au nord-est du massif de l'Inyanga au Mozambique. La vallée de Honde, zone agricole du Zimbabwe, s'étend au sud-est du massif de l'Inyanga, jusqu'au Mozambique.

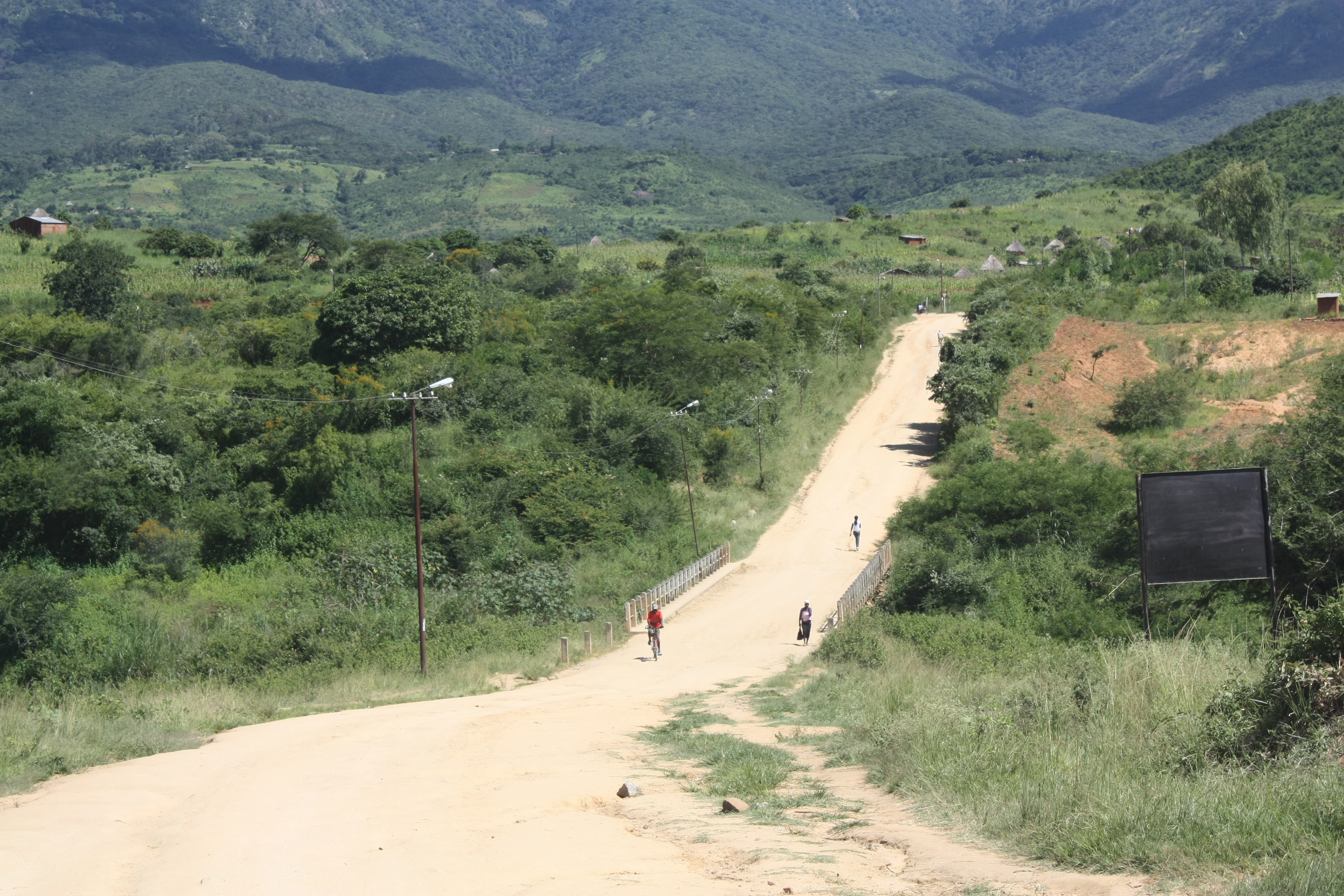
Vue des alentours de Machipanda, près de la frontière Mozambique-Zimbabwe.

Mutare est la plus grande ville de la région. Elle se situe du côté zimbabwéen de la passe de Mutare, passage entre les monts Nyanga et Bvumba. La principale voie permettant la traversée est-ouest est la A3 au Zimbabwe, qui rejoint la N6 du Mozambique et permet de relier le port de Beira, au Mozambique, à la capitale zimbabwéenne, Harare, via Chimoio, Manica et Mutare ; la frontière se traverse à Machipanda. La ligne de chemin de fer Beira-Bulawayo passe aussi par Machipanda.

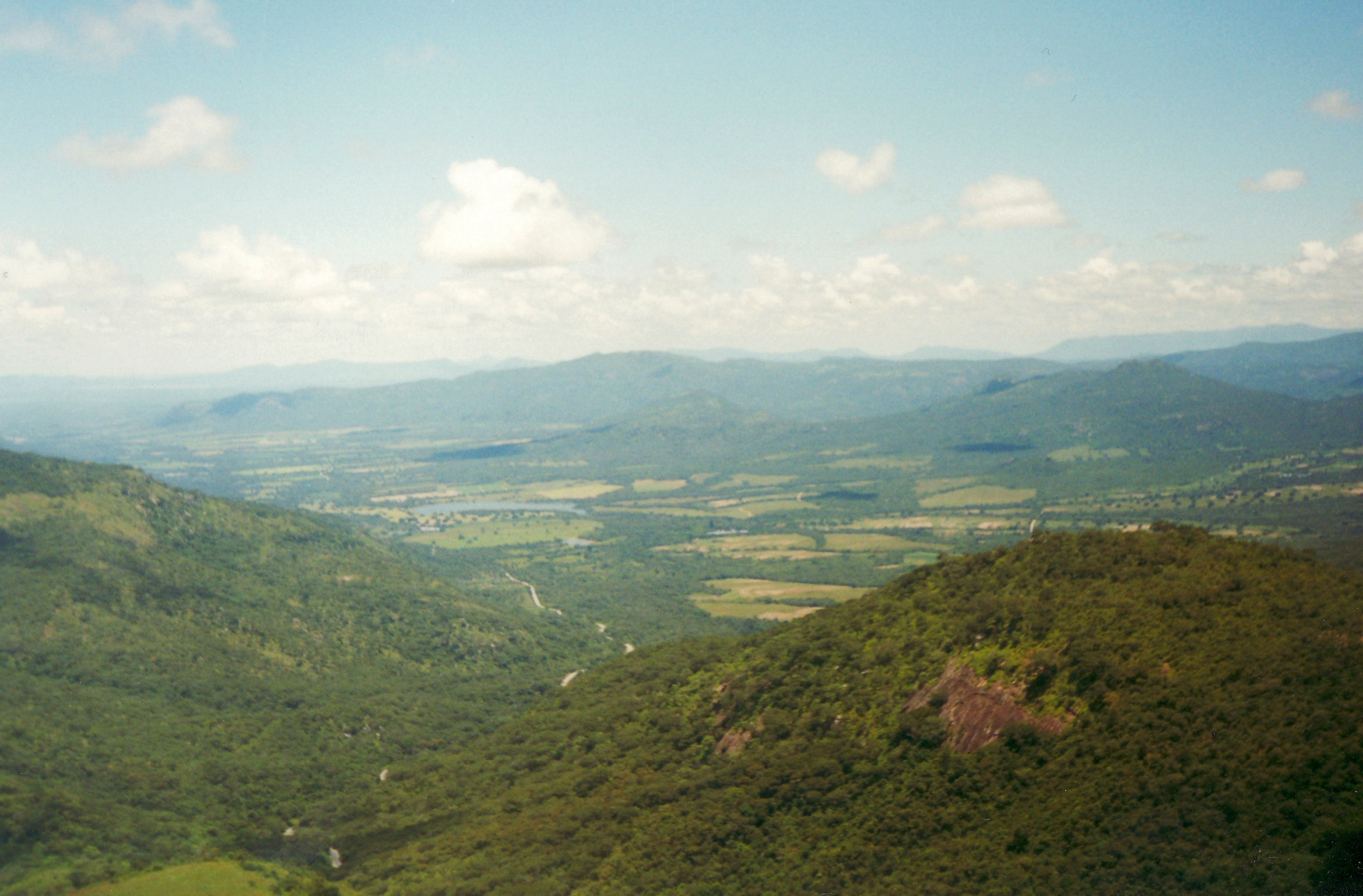
Vallée de la Burma.

Les monts Bvumba (ou Vumba) se situent au centre, au sud de Mutare. Ils s'étendent pour la quasi-totalité au Zimbabwe, mais un éperon rocheux, le mont Vumba, s'élève en territoire mozambicain. La vallée agricole de la Burma s'étire au sud et à l'est des monts Bvumba. 
Au sud de cette vallée, les plateaux de Tsetsera, Gweni et Tandara s'allongent le long de la frontière, séparés par des vallées de failles, orientées est-ouest, où coulent des cours d'eau,.
Les monts Chimanimani s'étendent au sud de la rivière Mussapa Pequeno, qui les sépare du plateau de Tandara. La chaîne de Chimanimani est un haut plateau avec plusieurs crêtes orientées nord-sud. Le mont Binga, 2 436 mètres, à la frontière, est le point culminant du Mozambique. La passe de Mussapa traverse les montagnes d'est en ouest en suivant le cours de la Mussapa Grande et celui de la Nyanyadzi. Cette passe est une importante route commerciale depuis des siècles.
La faille de Rusitu-Tanganda, orientée est-ouest, abrite le cours de la rivière Rusitu ; elle marque l'extrémité sud des monts Chimanimani. Un haut plateau vallonné s'étend au sud de la faille jusqu'au district de Chipinge, et son point culminant est le mont Selinda, 1 230 mètres.
Le plateau de Manica fait partie des hauts plateaux d'Afrique de l'Est, une des quatre grandes divisions physiographiques du continent africain. Les hauts plateaux d'Afrique de l'Est comprennent la province physiographique du rift est-africain et celle des plateaux d'Éthiopie. Les montagnes correspondantes partagent beaucoup d'espèces animales et végétales qui correspondent à la faune et à la flore caractéristiques de l'Afromontane.

## Climat
Le plateau a un climat moins rude que celui du plateau central du Zimbabwe, avec des précipitations plus importantes, des nuages bas, des brouillards et des rosées qui apparaissent lorsque l'humidité en provenance de l'océan Indien parvient à l'intérieur des terres. De nombreux cours d'eau prennent leur source dans ses montagnes. La partie nord est drainée par les affluents du Zambèze, tandis que la partie sud l'est par ceux du Savé. Le versant oriental est drainé par la rivière Buzi et le fleuve Pungwe.

## Mosaïque de prairies et de forêts d'altitude du Zimbabwe oriental
Localisation
Le plateau abrite l'écorégion de la « Mosaïque de prairies et de forêts d'altitude du Zimbabwe oriental ». Elle couvre la partie du plateau dont l'altitude est supérieure à 1 000 mètres et inclut donc les monts Inyangani, Bvumba, Chimanimani, Chipinge et le mont isolé Gorongosa, plus loin à l'est, au Mozambique. L'écorégion de Miombo du Sud s'étend aux altitudes inférieures à l'est et l'ouest du plateau.
Le plateau possède un climat plus frais et humide que les terres qu'il surmonte ; il abrite des communautés animales et végétales distinctes, ainsi les communautés relatives aux plaines d'afromontane, aux forêts humides sempervirentes, aux forêts sèches de montagne, aux forêts de miombo et aux landes.

### Flore
Une grande partie de la zone est constituée de collines ondulées couvertes de prairies qui se renouvellent chaque année après les feux qui se produisent à la fin de la saison sèche. Aux altitudes plus basses, Themeda triandra est l'herbe prédominante sur les sols rouges plus fertiles, et Loudetia simplex est commune sur les sols sableux moins fertiles. Aux plus hautes élévations, les prairies de montagne sont composées d'herbes courtes et touffues, Loudetia simplex, Trachypogon spicatus, Exotheca abyssinica et Monocymbium ceresiiforme.
Quelques flancs de vallées faisant face à l'est abritent des zones de forêts tropicales humides, avec une canopée élevée, des lianes et un riche sous-bois. Il y a de grandes zones de forêt sèche aux altitudes supérieures, là où le sol est bien arrosé, tandis que les versants plus secs abritent des savanes boisées à miombo (Brachystegia spiciformis, Brachystegia tamarindoides et Uapaca kirkiana) ; on trouve des landes aux plus hautes altitudes. Il y a des peuplements isolés de « pruniers Mobola » (Parinari curatellifolia) près de la ville de Chipinge et sur les pentes ouest des monts Nyanga.
Sur les monts Chimanimani et le mont Gorongosa, on trouve des landes sur les sols sableux, pauvres et acides, dérivés du quartzite. Il existe deux types de landes, celle à  Éricacées et celles à Protéacées. Les premières sont dominées par Philippia pallidiflora, P. hexandra, Phylica ericoides, Passerina montana, Erica eylesii, E. pleiotricha, E. gazensis et E. johnstoniana. Les landes à Protéacées sont composées de P. welwitschii et Leucospermum saxosum.
Un certain nombre de lys monocotylédones indigènes, avec de petites aires de répartition, se trouvent dans les hautes terres. Cryptostephanotis vansonii, Cyrtanthus rhodesianus et Scadoxus pole-evansi sont populaires auprès des collectionneurs de plantes rares.

### Faune
La variété des habitats permet une vie animale diversifiée et riche. On y trouve le « singe bleu », Cercopithecus mitis, le « singe de Syke », Cercopithecus albogularis, la chauve-souris Myonycteris relicta et le « caméléon pygmée de Marshall », Rhampholeon marshalli. La plupart de ces animaux se trouvent dans tout l'est africain.

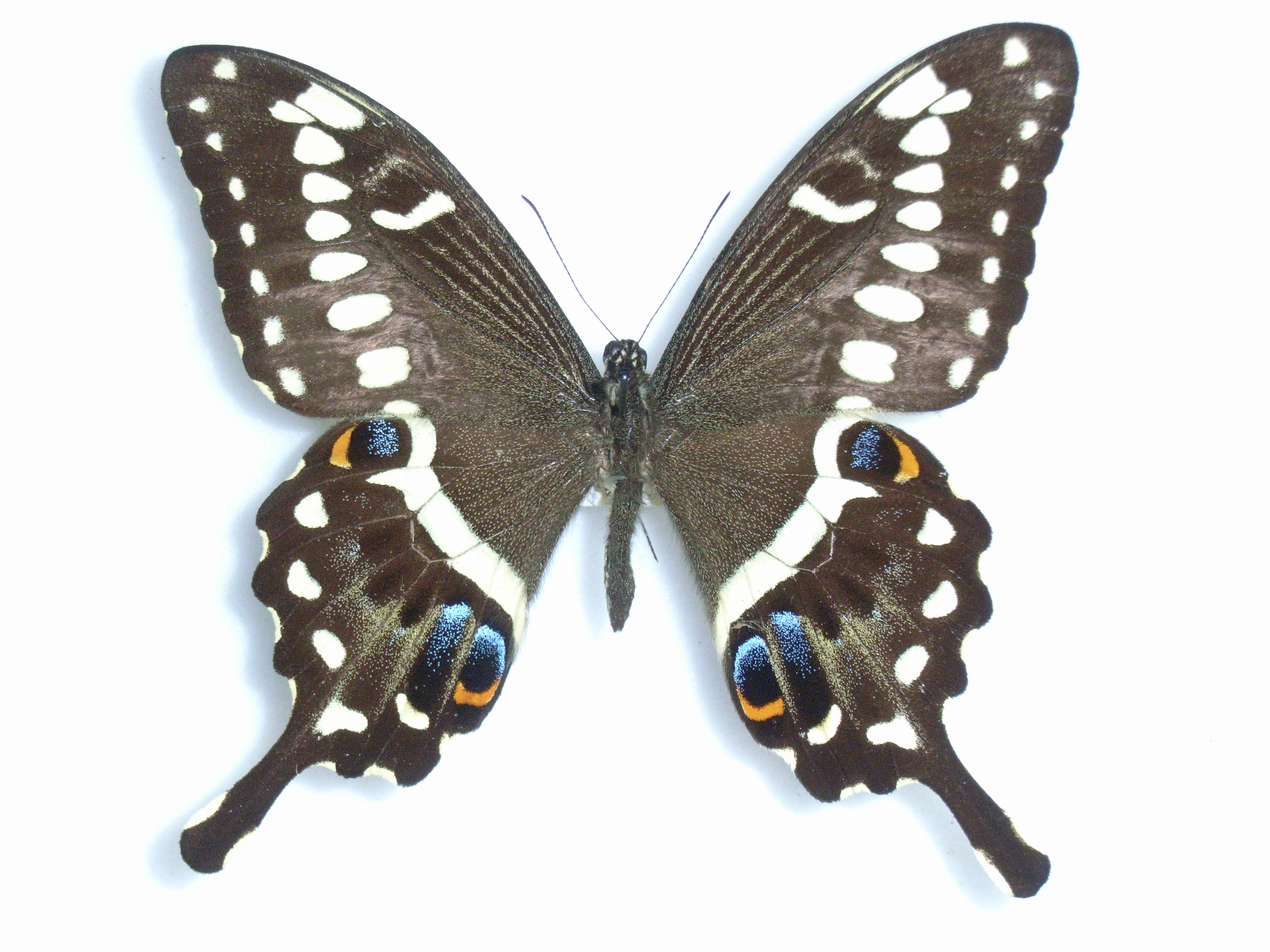
Papilio ophidicephalus.

La faune aviaire est abondante et comprend le « Calao trompette » (Bycanistes bucinator), le « Touraco louri » (Tauraco corythaix), le « Touraco à huppe splendide » (Tauraco porphyreolophus), la « Pintade de Pucheran » (Guttera pucherani) et l'« Aigle couronné » (Stephanoaetus coronatus). Deux espèces, Apalis chirindensis et Oreophilais robertsi sont endémique du plateau de Manica. Apalis chiridensis vit dans les forêts sempervirentes et Oreophilais robertsi dans les orées forestières.
Les forêts sont aussi riches en papillons, les plus notables étant Papilio ophidicephalus et Papilio demodocus. Les sous-bois sont une zone d'habitat pour de nombreux reptiles, scinques, geckos, lézards, ainsi que pour des grenouilles, des crapauds et des serpents.

### Menaces et préservation
Les forêts de montagne sont menacées par les exploitations forestières et les plaines sont sensibles au feu, tandis que la forêt humide, qui, par définition, pousse sur des sols fertiles et bien arrosés, est menacée par le défrichement à des fins agricoles. Le climat humide est idéal pour le thé, le café et les plantations de feuillus. Cependant, la majeure partie de la végétation d'origine est préservée, notamment aux plus hautes altitudes, qui ne sont pas favorables à l'agriculture.
Une grande partie du plateau est protégée, notamment par le Nyanga National Park (en), la Bunga Forest Botanical Reserve (en), le Chimanimani National Park (en) et la Chimanimani National Reserve (en). Le Chimanimani park et la Chimanimani National Reserve forment le cœur de la zone de conservation transfrontalière de Chimanimani.

### Crédits de traduction
- (en) Cet article est partiellement ou en totalité issu de l’article de Wikipédia en anglais intitulé « Eastern Highlands » (voir la liste des auteurs).